# Каменская народная газета
«Каменская народная газета» — общественно-политическая газета, выпускаемая в Камне-на-Оби с 14 января 1918 года.

## Информация
Учредители газеты — Администрация Каменского района, коллектив редакции, Каменское районное Собрание депутатов,  Управление по печати и информации Алтайского края. Газета выходит 1 раз в неделю форматом А-3. Распространяется в Камне-на-Оби и Каменском районе Алтайского края. Тираж 2 000 экз. Раз в месяц выходят специальные выпуски (формат А4, 8 страниц) — «Домашний очаг» и «Молодёжный курьер». Печатается в ОАО «Каменская типография».

## История
Первый выпуск газеты вышел 14 января 1918 года под названием «Голос трудового народа». В течение своей истории газета много раз меняла названия и называлась:
- с 1918 по 1920 г. — «Голос трудового народа»
- в 1920 году — «Известия», «Каменская правда»
- с 1921 по 1924 г. — «Вставай, бедняк!»
- с 1924 по 1929 г. — «Наша деревня»
- с 1930 по 1945 г. — «Колхозная жизнь»
- с 1946 по 1953 г. — «Знамя Победы»
- с 1953 по 1962 г. — «Заря Алтая»
- с 1962 по 1991 г. — «Строитель коммунизма»
- с 1991 по 2004 г. — «Народная газета»
- с 2004 г. — «Каменская народная газета»

С 2009 года у газеты начал функционировать Интернет-сайт.